# 플레이그라운드 게임스
플레이그라운드 게임스(영어: Playground Games)는 잉글랜드의 비디오 게임 개발사이다. 《포르자 시리즈》의 《포르자 호라이즌 시리즈》를 개발하는 것으로 잘 알려져 있다. 2018년, 마이크로소프트 스튜디오의 자회사가 되었다.

## 개발 게임 목록
| 연도 | 제목              | 플랫폼                                                |
| ---- | ----------------- | ----------------------------------------------------- |
| 2012 | 포르자 호라이즌   | 엑스박스 360                                          |
| 2014 | 포르자 호라이즌 2 | 엑스박스 360, 엑스박스 원                             |
| 2016 | 포르자 호라이즌 3 | 마이크로소프트 윈도우, 엑스박스 원                    |
| 2018 | 포르자 호라이즌 4 | 마이크로소프트 윈도우, 엑스박스 원, 엑스박스 시리즈 X |
| TBA  | 페이블            | 마이크로소프트 윈도우, 엑스박스 시리즈 X              |